# Kaapse haas
De Kaapse haas (Lepus capensis) is een zoogdier uit de familie van de hazen en konijnen (Leporidae) dat algemeen in een groot deel van Afrika voorkomt, en in het Midden-Oosten tot in Irak. De wetenschappelijke naam van de soort werd in 1758 gepubliceerd door Carl Linnaeus. De Kaapse haas, de Europese haas (Lepus europaeus) en de Centraal-Aziatische Tolaihaas (Lepus tolai) zijn in het verleden ook wel als één soort opgevat. De Abessijnse haas (Lepus habessinicus) wordt vaak als ondersoort van de Kaapse haas beschouwd.

## Kenmerken
De Kaapse haas heeft een gelig of grijzig bruine vacht. De buikzijde is meestal zandkleurig tot grijzig wit en de poten zijn rossig van kleur. Er zijn grote regionale verschillen te vinden. De poten zijn lang en slank; de achterpoten zijn twee keer zo lang als de voorpoten. De oren zijn zeer lang, met een zwarte punt. De snorharen zijn lang en wit. De ogen zijn groot en goudbruin van kleur. De staart is wit aan de onderzijde en zwart aan de bovenzijde. De Kaapse haas wordt 40 tot 68 centimeter lang en 1 tot 3,5 kilogram zwaar. De staart is 7 tot 15 centimeter lang.

## Leefwijze
De Kaapse haas leeft voornamelijk van kruiden en grassen, aangevuld met bladeren, twijgen, schors, bessen, vruchten, wortels en knollen. Hij gebruikt als schuilplaats meestal een "leger", of verbergt zich tussen de vegetatie. Anders dan de meeste andere echte hazen graaft de Kaapse haas soms echter een hol, voornamelijk in warme gebieden. In een hol kan de Kaapse haas ontsnappen aan extreem hoge temperaturen. Hij staat vaak op zijn achterpoten, voornamelijk in gebieden met hoog gras, om uit te kijken voor gevaar. De Kaapse haas is voornamelijk in de schemering en 's nachts actief.

## Verspreiding
De Kaapse haas komt algemeen voor in het grootste deel van Afrika, met uitzondering van Centraal-Afrika, en van de Sinaï tot Syrië en Irak ten westen van de Eufraat. De Kaapse haas leeft voornamelijk in open, droog grasland als landbouwgebieden, savannen, steppen en halfwoestijnen. De Kaapse haas profiteert van overbegrazing, boskap en branden, omdat deze de groei van houtige planten struiken en bomen tegengaan. In meer met struiken en bomen begroeide gebieden wordt de Kaapse haas vervangen door de struikhaas (Lepus saxatilis). De Kaapse haas komt zelden voor in bergachtige streken.